# Dendronephthya ovata
Dendronephthya ovata är en korallart som beskrevs av Henderson 1909. Dendronephthya ovata ingår i släktet Dendronephthya och familjen Nephtheidae. Inga underarter finns listade i Catalogue of Life.